# Ејнсли Мејтланд Најлс
Ејнсли Кори Мејтланд-Најлс (енгл. Ainsley Cory Maitland-Niles) енглески је фудбалер јамајчанског порекла који тренутно игра за Олимпик из Лиона. Игра на позицији централног везног фудбалера, крила или десног бека.

## Клупска каријера

### Арсенал
Рођен у Гудмејзу (Лондон), Мејтланд-Најлс је продукт Арсеналове фудбалске академије. У клуб је дошао још са 6 година. Мејтланд-Најлс је пребачен у Арсеналов тим до 21 године током сезоне 2013/14. Потписао је први професионални уговор са Арсеналом 24. октобра 2014. године.
Деветог децембра 2014. године, Мејтланд-Најлс дебитује за први тим Арсенала у утакмици Лиге Шампиона, против Галатасараја. Ушао је на полувремену, заменивши Арона Рамзија, у утакмици коју је Арсенал добио резултатом 4:1. Тако је постао други најмлађи фудбалер који је презентовао Арсенал у Лиги Шампиона, одмах иза Џека Вилшира. Само четири дана касније, дебитовао је и у Премијер Лиги, заменивши Алекса Окслејд-Чембрлејна у судијској надокнади времена, када је Арсенал победио екипу Њукасл Јунајтеда резултатом 4:1.

### Ипсвич Таун (позајмица)
Другог јула 2015. године, Мејтланд-Најлс потписује једносезонски уговор са Ипсвич Тауном. Удељен му је број 7.
Мејтланд-Најлс дебитује за Ипсвич у ремију са Брентфордом који је завршен резултатом 2:2. Ејнсли је изашао у 82. минуту. То је уједно била и прва утакмица сезоне 2015/16. Након дебитовања, Мејтланд-Најлс је, својим утицајем на игру оставио позитиван утисак на тадашњег менаџера клуба Мика Мекартија, који је његову игру описао речју "изванредно". Својом игром, Ејнсли осваја награду за играча месеца септембра. Први за Ипсвич, а уједно и свој први сениорски гол, Ејнсли постиже у утакмици против Болтона 3. новембра 2015. године. Ипсвич Таун је славио резултатом 2:0. Свој други гол за клуб забележио је против Портсмута у трећој рунди ФА Купа. Бројне повреде спречиле су Мејтланд-Најлса да настави своју сезону на позајмици у континуитету. Након 32 утакмице и два гола за Ипсвич Таун у свим такмичењима, Мејтланд-Најлс се враћа у свој матични клуб.

### Повратак у Арсенал
Након повратка, Ејнсли успева да се нађе у првом тиму Арсенала, али углавном као резервни играч. Усталио се као стартер, тек у последњој менаџерској сезони Арсена Венгера у клубу и остваривши 28 наступа у свим такмичењима. Дванаестог јуна 2018. године потписује дугорочни уговор са Арсеналом. 
Под вођством новог менаџера Арсенала, Унаиа Емерија, Ејнсли Мејтланд-Најлс је дебитовао на позицији левог бека, али је морао да напусти терен у 35. минуту због прелома ноге.

## Репрезентативна каријера
Мејтланд-Најлс је за Енглеску наступао у више категорија. Прве наступе за Енглеску одиграо је 2014. године у тиму до 17 година, да би исте године наступио и за тим Енглеске до 18 година. У овом тиму постиже свој првенац, у утакмици против тима Пољске до 18 година, у ком је Енглеска славила резултатом 3:2. септембра 2015. године, Ејнсли добија позив за репрезентацију Енглеске до 19 година. Постигао је гол у својој првој утакмици која се завршила победом Енглеске над екипом Немачке до 19 година, 4. септембра 2015. године. Утакмица је завршена резултатом 3:2. Поново је био стрелац гола, овога пута у утакмици против тима Македоније до 19 година, у којој је Енглеска поново славила, резултатом 2:0. Недуго затим, Мејтланд-Најлс је укључен у тим Енглеске до 19 година који се такмичио за куп Европског првенства до 19 година. Енглеска је стигла до полуфинала турнира. Првог септембра 2016. године, Мејтланд-Најлс постиже гол у својој првој утакмици за репрезентацију Енглеске до 20 година у утакмици против Бразила до 20 година, која се завршила нерешеним резултатом. У мају 2017. године, позван је у тим Енглеске до 20 година, за такмичење у Светском Првенству до 20 година, у Јужној Кореји. У финалу такмичења, у утакмици против Венецуеле до 20 година, Мејтланд-Најлс је ушао у 75. минуту игре, да би недуго затим подигао трофеј освајача турнира. Резултат је био 1:0, и ово је био уједно и први трофеј Светског првенства у фудбалу до 20 година за Енглеску.

## Приватни живот
Заслуге за свој успех у фудбалској каријери, Мејтланд-Најлс приписује Богу и својој породици. Такође, образложио је да преферира да игра фудбал на позицији централног везног играча. То му је, како он каже, „природна позиција”.

## Клупска статистика
| Клуб              | Сезона            | Лига              | Лига    | Лига   | ФА Куп  | ФА Куп | Лига куп | Лига куп | Европа  | Европа | Укупно  | Укупно |
| Клуб              | Сезона            | Ранг              | Наступи | Голови | Наступи | Голови | Наступи  | Голови   | Наступи | Голови | Наступи | Голови |
| ----------------- | ----------------- | ----------------- | ------- | ------ | ------- | ------ | -------- | -------- | ------- | ------ | ------- | ------ |
| Арсенал           | 2014/15           | Премијер лига     | 1       | 0      | 1       | 0      | 0        | 0        | 1       | 0      | 3       | 0      |
| Арсенал           | 2016/17           | Премијер лига     | 1       | 0      | 3       | 0      | 3        | 0        | 0       | 0      | 7       | 0      |
| Арсенал           | 2017/18           | Премијер лига     | 15      | 0      | 1       | 0      | 3        | 0        | 9       | 0      | 28      | 0      |
| Арсенал           | 2018/19           | Премијер лига     | 16      | 1      | 2       | 0      | 2        | 0        | 8       | 1      | 28      | 2      |
| Арсенал           | Укупно            | Укупно            | 33      | 1      | 7       | 0      | 8        | 0        | 18      | 1      | 66      | 2      |
| Ипсвич Таун       | 2015/16           | Чемпионшип        | 30      | 1      | 2       | 1      | 0        | 0        | —       | —      | 32      | 2      |
| Укупно у каријери | Укупно у каријери | Укупно у каријери | 63      | 2      | 9       | 1      | 8        | 0        | 18      | 1      | 98      | 4      |

## Награде

### Клуб
Арсенал
- ФА куп: 2016/17, 2019/20.
- ФА Комјунити шилд: 2017, 2020.
- Енглески Лига куп: финалиста 2017/18.
- Лига Европе: финалиста 2018/19.

Рома
- УЕФА Лига конференције: 2021/22.

### Репрезентација
Енглеска до 20 година
- Светско првенство до 20 година: 2017.

### Појединачне
- Играч месеца Ипсвич Тауна: септембар 2015. године